# تيان وين-1

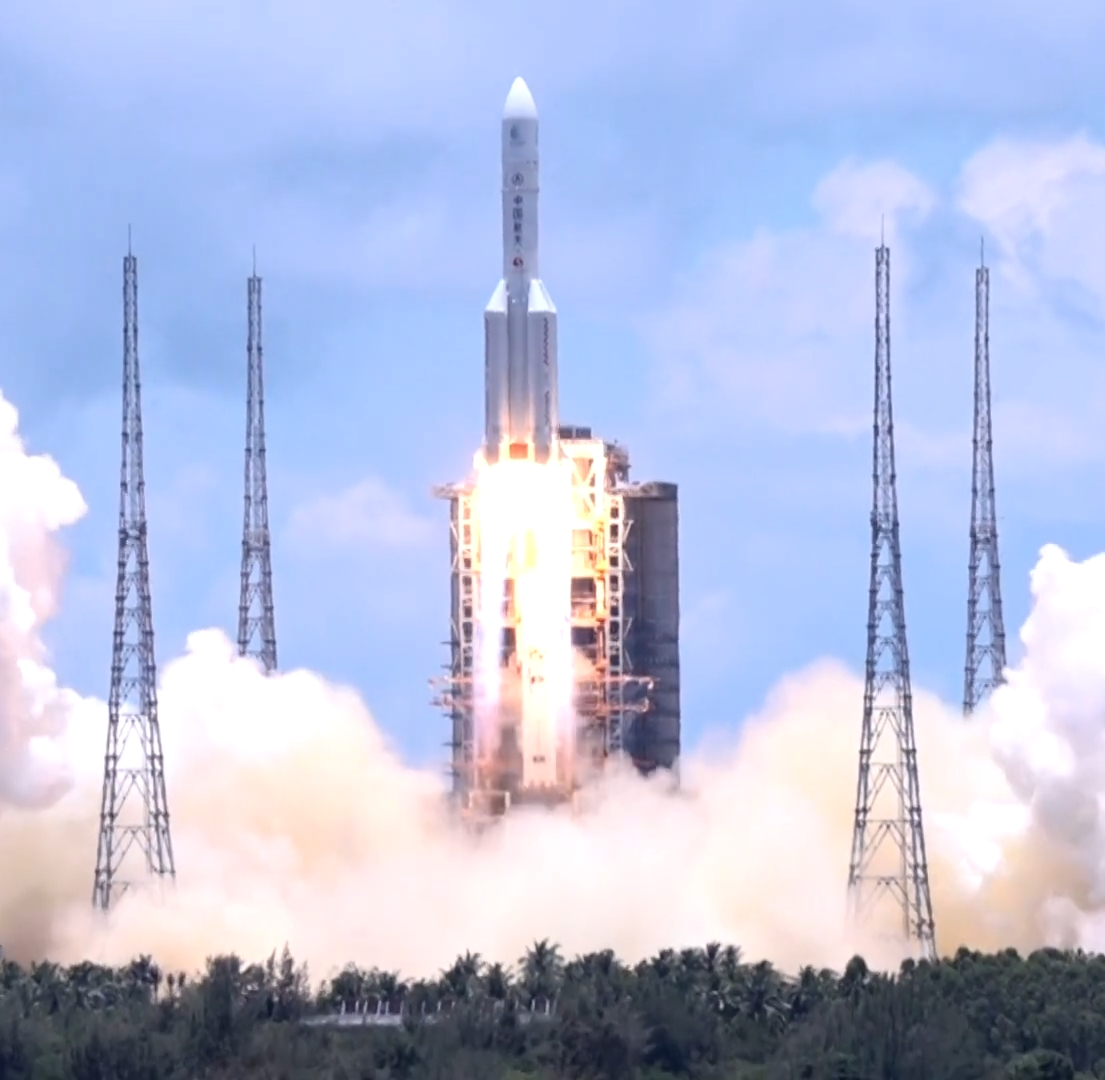
انطلاق تيان ون-1 على متن صاروخ المسيرة الطويلة 5 في يوليو 2020

تيان ون-1 (وعرف باسم هو تشنج-1 خلال مرحلة التطوير) هي مهمة فضاء صينية لإرسال مركبة فضاء تتضمن مسبارًا مداريًّا ومركبة هبوط ومركبة جوالة إلى المريخ. انطلقت المهمة في 23 يوليو 2020 بصاروخ ثقيل من نوع المسيرة الطويلة 5 من قاعدة وينشانج في جزيرة هاينان. وتهدف المهمة إلى البحث عن دلائل على أشكال الحياة الحالية والسابقة في المريخ، وتقييم بيئة الكوكب.
الاسم تيان ون يعني الأسئلة السماوية أو أسئلة إلى السماء، ويعود إلى قصيدة طويلة بنفس الاسم كتبها كيو يوان (340 - 278 قبل الميلاد)، وهو أحد أشهر الشعراء في الصين القديمة. وجاء اختيار الاسم بعد تصفية لأسماء قدمت في إطار مسابقة أجريت على الإنترنت.
هذه المهمة تأتي بعد ينج هو-1، أول محاولة صينية لوضع مسبار في مدار المريخ في 2011، وكانت جزءًا من مهمة فوبوس جرونت، التي لم تتكلل بنجاح بعد فشل وحدة الدفع الروسية الحاملة للمهمة في ترك المدار حول الأرض.
وصل المسبار إلى مداره حول المريخ في 10 فبراير 2021.

## نظرة عامة
بدأ برنامج المريخ الصيني بالتعاون مع روسيا. في نوفمبر 2011، انطلقت المركبة الفضائية الروسية فوبوس جرانت، المتجهة إلى المريخ وقمره فوبوس، من ميناء بايكونور الفضائي. حملت المركبة الفضائية الروسية معها مركبة فضائية ثانوية تُسمى ينجهو 1، التي كان من المفترض أن تصبح أول مركبة فضائية صينية مدارية حول المريخ (حملت فوبوس جرانت أيضًا تجارب خاصة بجمعية الكواكب وبلغاريا). مع ذلك، فشلت وحدة الدفع الرئيسية للمركبة في دفعها من مدارها الأولي الأرضي إلى مدار انتقالي نحو المريخ، ما قادها للعودة مع حمولتها متعددة الجنسيات إلى الغلاف الجوي للأرض في يناير 2012. بدأت الصين في وقت لاحق مشروعًا مريخيًا مستقلًا لإطلاق المهمة الحالية، التي وافقت عليها السلطات الصينية رسميًا في أوائل عام 2016.
طُورت مركبة الفضاء الصينية الجديدة، التي تتكون من مركبة مدارية ومركبة هبوط ملحقة بها، من قبل شركة الصين للعلوم والتقنيات الجوفضائية (سي إيه إس سي) ويديرها المركز الوطني لعلوم الفضاء (إن إس إس سي) في بكين. ستستخدم مركبة الهبوط مظلة ومحركًا كبحيًا للهبوط بنجاح على سطح المريخ. إذا نجح الهبوط، ستنشر مركبة الهبوط مركبةً متجولة. ستستعمل هذه المركبة على طاقة الألواح الشمسية، ومن المتوقع أن تستكشف سطح المريخ بالرادار وأن تجري تحليلات كيميائية للتربة المريخية؛ ستبحث أيضًا عن الجزيئات والبصمات الحيوية.

## الأهداف العلمية
قد تشمل أهداف المهمة ما يلي: البحث عن أدلة على حياة قديمة أو حالية على المريخ، ورسم خرائط لسطح المريخ، ودراسة تكوين تربة المريخ وتوزيع الجليد المائي عليه، ودراسة غلافه الجوي، على وجه الخصوص غلافه الأيوني، بالإضافة إلى أهداف أخرى. أُجريت عمليات محاكاة للهبوط على سطح المريخ كجزء من استعدادات المهمة من قِبل معهد بكين لميكانيكا الفضاء والكهرباء.
ستعمل هذه المهمة أيضًا على استعراض واختبار التكنولوجيا التي ستكون مطلوبةً لمهمة إرجاع عينات مريخية التي اقترحت الصين إطلاقها في ثلاثينات القرن الحالي. كانت هناك أيضًا خطة تتضمن استخدام المهمة الحالية لتخزين عينات التربة والصخور المريخية لاسترجاعها في مهمة لاحقة.

## التخطيط للمهمة
في أواخر عام 2019، صرح معهد شيان للدفع الفضائي الجوي، التابع لـ سي إيه إس سي، أنه تم التحقق من أداء نظام دفع وتحكم المركبة الفضائية وأنها اجتازت جميع الاختبارات المطلوبة، بما في ذلك اختبارات التحليق وتجنب المخاطر والتباطؤ والهبوط. يتكون الجزء الرئيسي لنظام دفع مركبة الهبوط من محرك واحد يوفر قوة دفع تساوي 7500 نيوتن. كما اختُبر نظام المظلة فوق الصوتي بنجاح في وقت سابق.
ركزت سي إم إس إيه في البداية على منطقة كريس بلانيتيا وإليجيم مونس على المريخ أثناء بحث فريق المهمة عن مواقع الهبوط المحتملة لمركبة الهبوط والمركبة المتجولة المرتبطة بها. مع ذلك، في سبتمبر 2019، خلال اجتماع مشترك في جنيف خلال المؤتمر الأوروبي لعلوم الكواكب، أعلن ممثلون صينيون عن اختيار موقعين أوليين في منطقة يوتوبيا بلانيتيا لمحاولة الهبوط المتوقعة، إذ يتمتع كل منهما بمنطقة ذات شكل اهليجي أبعاده 40 و100 كيلومتر.
في 23 يناير 2020، ذكرت صحيفة تشاينا يووث دايلي أنه وفقًا لمصادر من سي إيه إس سي، سيُطلق مسبار المريخ في يوليو 2020 على متن صاروخ لونغ مارش 5 واي 4. كانت هذه هي المرة الأولى التي تعلن فيها الصين رسميًا عن شهر إطلاق المسبار. ذكرت الصحيفة أيضًا أن محرك الهيدروجين والأكسجين الخاص بصاروخ لونج مارش 5 واي 4 قد أكمل اختبار إطلاق مدته 100 ثانية، وقد كان آخر اختبار للمحرك قبل التجميع النهائي للصاروخ الحامل الذي أطلِق بنجاح في الوقت المحدد.